# روجر فورنير
روجر فورنير هو كاتب ومخرج كندي، ولد في 22 أكتوبر 1929 في ريموسكي في كندا، وتوفي في 31 مايو 2012 في مونتريال في كندا.

## وصلات خارجية
- روجر فورنير على موقع IMDb (الإنجليزية)
- روجر فورنير على موقع قاعدة بيانات الفيلم (الإنجليزية)